# جين لويز كاري
جين لويز كاري (بالإنجليزية: Jane Louise Curry)‏ (24 سبتمبر 1932، إيست ليفربول في الولايات المتحدة)؛ كاتِبة مُتخصِّصة في أدب الأطفال وروائية أمريكية.